# Wołodymyr Bohdanowycz
Wołodymyr Terentijowycz Bohdanowycz, ukr. Володимир Терентійович Богданович, ros. Владимир Терентьевич Богданович, Władimir Tierientjewicz Bogdanowicz (ur. 10 maja 1928 we wsi Bohojawłenśke, obecnie rejon korabelny m. Mikołajów, w guberni chersońskiej, Ukraińska SRR, zm. 2 marca 2008 w Kijowie, Ukraina) – ukraiński piłkarz, grający na pozycji napastnika, trener piłkarski.

## Kariera piłkarska

### Kariera klubowa
Urodził się w wielodzietnej rodzinie. Gdy Niemcy napadły na ZSRR, trzech starszych braci powołano do Armii Czerwonej, a jedynie najmłodszego syna matka schowała z krowami za domem. Jednak, podczas jednego z poszukiwań niemieccy żołnierze chcieli zabić chłopca – tylko łzy i błagania matki uratowały jemu życie. Pobyt w wiosce był niebezpieczny i Wołodymyr był zmuszony opuścić dom. Razem z sąsiadem, chłopaki trafili do Polski, wyprzedzając nacierającą Armię Czerwoną. Przechowywał się u starosty wioski przed nadejściem wojsk radzieckich, a potem przystąpił do Armii Czerwonej jako strzelec maszynowy. W składzie 177 pułku piechoty wyzwalał od nazistów Polskę i Czechosłowację.
Po wojnie zaczął interesować się piłką nożną. Od 1947 roku bronił barw reprezentacji Grupy wojsk radzieckich w Czechosłowacji. Potem został służbowo przeniesiony do Erywaniu. W październiku 1949 otrzymał zaproszenie do klubu profesjonalnego DO (Dom Oficerów) z Tbilisi. W międzyczasie zwolnił się z wojska i zgodził się na propozycję aby stać się piłkarzem Dynama Erywań, który akurat awansował do klasy „A”. W 1950 roku debiutował w rozgrywkach profesjonalnych. 26 sierpnia 1950 w Kijowie w składzie drużyny rezerw z Erywaniu strzelił jedynego gola w wygranym meczu z kijowskim Dynamem. Po tym meczu kierownictwo ukraińskiego klubu postanowiło zaprosić utalentowanego napastnika do Kijowa. Od 1951 występował w kijowskim klubie. Ale po konflikcie z trenerem Olegiem Oszenkowem w końcu 1956 opuścił Kijów. Następnego roku zasilił skład Charczowyka Odessa, który w 1968 otrzymał obecną nazwę Czornomoreć Odessa. Sezon 1960 piłkarz spędził w kijowskim Arsenale, który reprezentował zakład o tej samej nazwie. W 1960 przeszedł do Polissia Żytomierz, gdzie zakończył karierę w roku 1963.

## Kariera trenerska
Karierę szkoleniowca rozpoczął po zakończeniu kariery piłkarza. Z powodzeniem kończąc Szkole Trenerów w Kijowie (później zaocznie Kijowski Instytut Wychowania Fizycznego oraz Wyższą Szkołę Trenerów w Moskwie), w 1964 trenował kijowski zespół Arsenał, który zmienił nazwę na Temp Kijów. Potem został zaproszony do sztabu szkoleniowego Łokomotywu Winnica, a w 1968 prowadził winnicki klub. W 1969 roku pracował razem z Mykołą Fominych oraz byłym kolegą z zespołu kijowskiego Dynama o tym samym nazwisku Anatolijem Bohdanowyczem w sztabie szkoleniowym SKA Kijów.
Od czerwca 1970 pomagał Wiktorowi Łukaszence trenować Metałurh Zaporoże, a wiosną 1971 roku po tym, jak Łukaszenko opuścił stanowisko głównego trenera, stał na czele klubu. W kwietniu następnego roku powrócił do Kijowa, gdzie potem pracował w Wydziale Piłki Nożnej Komisji Kultury Fizycznej i Sportu Rady Ministrów Ukraińskiej SRR, a następnie w Państwowym Komitecie Sportu ZSRR i Federacji Futbolu Ukraińskiej SRR. Przez wiele lat był kuratorem drugiej ligi oraz prowadził liczne kursy trenerskie.
Wraz z Ołehem Bazyłewyczem trenował reprezentację klasy „B”, a w 1979 roku razem z Walerym Łobanowskim przygotowywał reprezentację Ukraińskiej SRR do Spartakiady Narodów ZSRR, która zajęła 3 miejsce w Moskwie.
Po upadku Związku Radzieckiego, kontynuował pracę w Federacji Futbolu Ukrainy. W latach 1993–1995 jako skaut szukał piłkarzy dla klubu Naftowyk Ochtyrka.
2 marca 2008 zmarł w Kijowie po dłuższej chorobie w wieku 79 lat.

## Sukcesy i odznaczenia

### Sukcesy piłkarskie
Dynamo Kijów
- wicemistrz ZSRR: 1952
- zdobywca Pucharu ZSRR: 1954

### Sukcesy trenerskie
Metałurh Zaporoże
- 4 miejsce w Pierwoj lidze ZSRR: 1971

### Odznaczenia
- tytuł Mistrza Sportu ZSRR: 1952
- tytuł Zasłużonego Trenera Ukrainy: 1982
- Order Czerwonej Gwiazdy
- Order Wojny Ojczyźnianej II klasy
- Medal „Za zasługi bojowe”